# صحیفه بانو

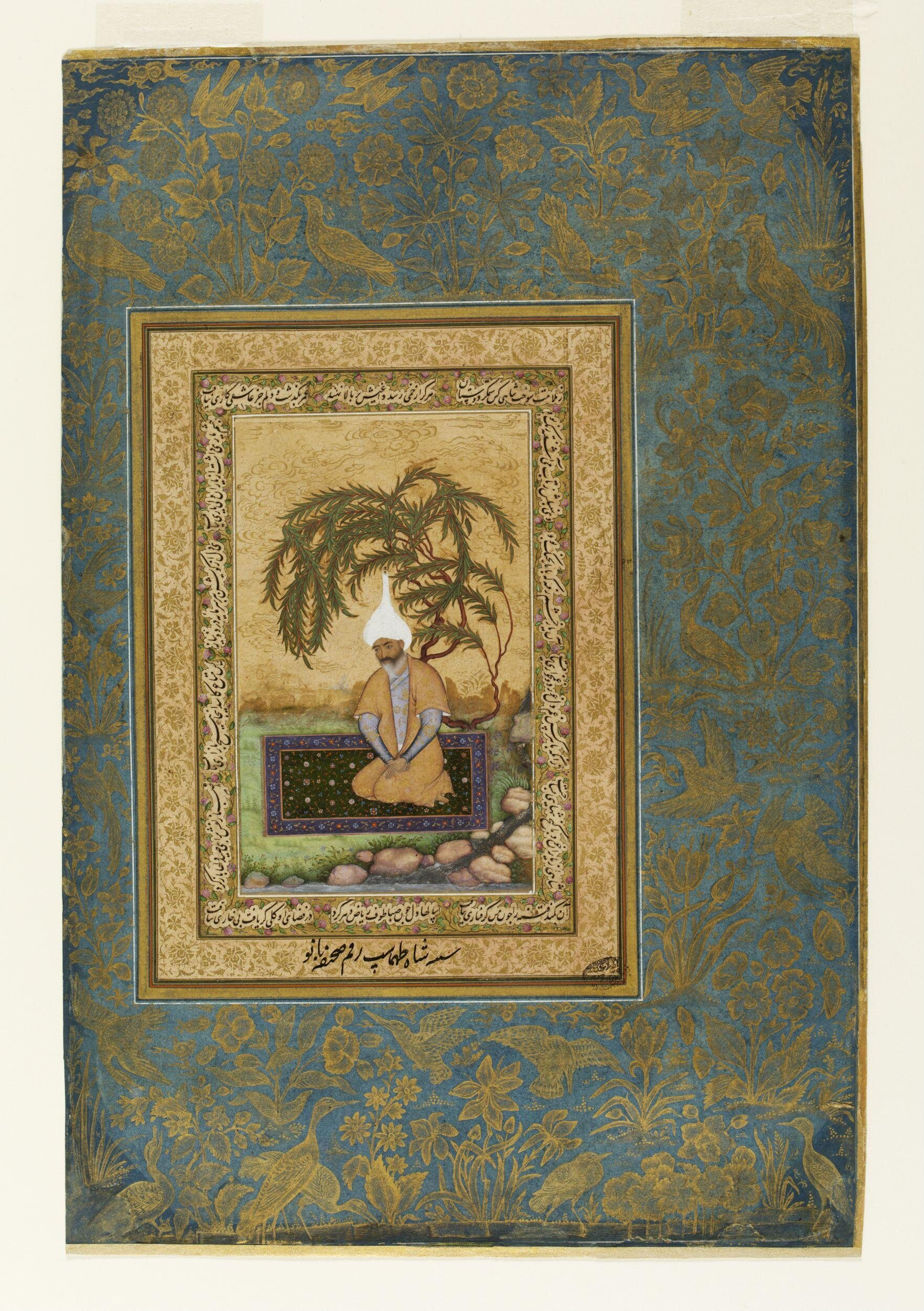
نگاره‌ای از شاه تهماسب اول اثری از صحیفه بانو، اوایل قرن دهم هجری شمسی.

صحیفه بانو از نگارگران زن در دوران صفویه در اواسط قرن ده هجری شمسی است. سبک وی به نگارگری گورکانی و هندی نزدیک است و احتمال می‌رود که او در دربار شاه تهماسب اول و به عنوان یکی از شاگردان بهزاد مشغول به کار بوده است و بعد از مرگ استادش به هند مهاجرت می‌کند.

## آثار
از صحیفه بانو سه اثر اصلی به جا مانده است. اولی تصویری است از کاخ خورنق و کارگرانی که مشغول کار هستند. این اثر اقتباسی از نگارۀ ساختن کاخ خورنق اثر کمال‌الدین بهزاد است. دوم، منظره ای از یک گورستان عمومی که گوری را برای خاکسپاری آماده می‌کنند است و در کنار آن تابوتی است که بر روی شانه افراد حمل می‌شود؛ سوم، تصویر شاه تهماسب اول صفوی در کلاه مخصوص قزلباشی است، در حالی که دس‌ها را روی زانو نهاده و بر قالیچه‌ای نشسته و جوی آبی در کنار او روان است. او در سبک خود به حالات عاطفی انسانی با جزئیات فراوان می‌پرداخت و از آنجایی که آثار متعددی از روی آثار کمال‌الدین بهزاد نقاشی کرده است، از نظر سبکی به آثار استادش، بهزاد نزدیک بود.